# Koperviks kommun
Koperviks kommun (norska: Kopervik kommune) var en kommun (stadskommun, norska: bykommune) i Rogaland fylke i sydvästra Norge. Kommunen omfattade staden Kopervik som samtidigt utgjorde kommunens centralort.

## Administrativ historik
Koperviks kommun upprättades den 16 augusti 1866 genom utbrytning ur Avaldsnes kommun. Kommunen hade 737 invånare vid upprättandet.
Den 1 januari 1965 gick Koperviks kommun, tillsammans med kommunerna Skudenes, Skudeneshamn, Stangaland och Åkra, samt delar av kommunerna Avaldsnes och Torvastad, upp i den då nybildade Karmøy kommun. Kommunens hade då 1 737 invånare.